# La Quête de l'oiseau du temps
La Quête de l'oiseau du temps est une série de bande dessinée d'heroic fantasy de style franco-belge, dont la première parution date de 1983. Son scénario est dû à Serge Le Tendre, en collaboration avec Régis Loisel à partir du second cycle. Les dessins ont été réalisés par différents artistes, selon les cycles, voire selon les différents tomes d'un cycle. Si Régis Loisel a réalisé les quatre tomes du premier cycle, plusieurs dessinateurs se suivent et se croisent pour le deuxième cycle : Lidwine a réalisé le premier tome, puis Mohamed Aouamri le deuxième, Vincent Mallié les troisième, quatrième et huitième, enfin David Etien les tomes 5 à 7. Les couleurs sont également l’œuvre de plusieurs artistes. Pour le premier cycle, Yves Lencot assume le premier tome, puis Laurence Quilici le deuxième, et Régis Loisel les troisième et quatrième. Il réalise également le premier tome du deuxième cycle, puis François Lapierre les tomes 2, 3, 4 et 6, tandis que Nicolas Bègue assume le septième et Bruno Tatti les cinquième et huitième (et dernier) tomes de ce deuxième cycle.

## Synopsis

### Cycle premier:La Quête
Le monde d'Akbar est en danger. Ramor, le dieu maudit, va bientôt se libérer de la conque où il est enfermé. La princesse-sorcière Mara a déchiffré le grimoire des dieux et retrouvé l'incantation liant Ramor à sa prison. Mais l'incantation est longue, très longue. C'est pourquoi elle envoie Pélisse, sa fille, en compagnie du Chevalier Bragon, son ancien amant, en quête de l'oiseau du temps. Celui-ci a le pouvoir de bloquer le temps, ce qui laisserait toute latitude à la sorcière pour finir son sortilège. Leur quête va les amener à traverser cinq des sept marches du pays.
Ce premier cycle couvre les quatre premiers albums, publiés à la fin des années 1980.

### Cycle second:Avant la quête
Le jeune fermier Bragon s'ennuie et a soif d'aventures ; il décide donc de partir à la recherche de la gloire. Au fil des épisodes, il perd ses illusions, et devient un combattant aguerri. Dans le premier tome, Mara tisse le fameux fouet ardent de Pelisse avec la langue du borak, bête monstrueuse tuée par Bragon et dont la langue incandescente laisse de terribles brûlures. Dans les tomes suivants, Bragon devient apprenti du Rige, guerrier légendaire, pendant que la Secte du Signe étend son emprise sur les Marches.
Ce deuxième cycle est amorcé en 1998 avec le tome 5, soit onze ans après la sortie du tome 4. Trois à quatre albums sont alors prévus, comme pour le premier cycle. Cependant, fin 2017, un cinquième album est édité, puis en 2020 le sixième. Le co-scénariste Serge Le Tendre annonçait trois albums supplémentaires en 2017, soit finalement huit au total pour ce cycle préquel.

### Cycle troisième:Après la quête
Le scénario promis sera coécrit par Serge Le Tendre et Régis Loisel, et les dessins devraient être de Régis Loisel. Les auteurs ont également annoncé que ce troisième cycle serait composé d'un, voire deux albums, mais pas davantage, se terminant par la mort physique de Bragon, âgé de 70 à 80 ans, et perdu dans sa folie.

## Personnages
- Bragon : chevalier légendaire à la retraite, vivant dans une ferme des Hauts-Plateaux du Médir, en Akbar. Il combat avec la Faucheuse, hache légendaire forgée par son ancien maître, le Rige (voir ci-dessous).
- Pélisse : fille de Mara et de père inconnu (on soupçonne Bragon ou encore Bodias), elle part à la recherche de Bragon pour qu'il l'accompagne afin de récupérer l'oiseau du temps. Elle est toujours accompagnée par un fourreux. Elle possède le fouet ardent de sa mère, tissé de la langue brûlante d'un borak que Bragon lui avait offerte.
- Le Fourreux : étrange animal de compagnie suivant Pélisse où qu'elle aille. Il semble lui conférer d'étranges pouvoirs, et sa présence paraît liée à la destinée de Pélisse.
- Javin : personnage énigmatique que rencontre Bragon dans l'avant-quête, il devient son ami et le suivra dans ces aventures. Il est tué par le borak, donnant une raison de plus à Bragon de tuer la bête.
- Bulrog : guerrier Llir (mercenaire) et ancien élève de Bragon. Celui-ci ayant tué ses derniers employeurs, Bulrog poursuivra son vieux maître dans un but de vengeance. Finalement, Bulrog aide les aventuriers dans leur quête, mais doit sacrifier son état de guerrier et sa vie pour sauver Bragon et ses amis.
- L'inconnu : personnage casqué qui accompagne Bragon et Pélisse. C'est en fait Touret, le valet de ferme du chevalier, qui les suit par ennui du travail de la ferme et parce qu'il ne résiste pas aux charmes physiques de Pelisse. Il finit comme mari de Kiskill et comme prince de son peuple. Il est également le conteur de cette histoire.
- Fol de Dol : esprit du fleuve Dol doté de grands pouvoirs. Il parle par rimes et pose des énigmes en vers. Il ne prend pas parti. S'il reçoit une bonne réponse, il aide par ses conseils, sinon il déchaîne la puissance du fleuve.
- Le Rige : humanoïde à la peau grise. Guerrier légendaire, il vit et chasse toute sorte de gibiers dans son domaine, y compris des humains. C'est aussi l'ancien maître de Bragon. Nombre de guerriers l'ont défié, mais aucun n'en est revenu en vie. Il a forgé et possède une hache similaire à la Faucheuse de Bragon qu'il a également forgée.
- Bodias : prince-sorcier de la marche des Milles Verts. Bodias rejoint la troupe au cours de l'aventure. Ancien rival sentimental de Bragon, il finit tué accidentellement par l'inconnu avec le fouet de Pelisse.
- Kiskill : Kiskill était la servante des dieux jusqu'au jours où elle rencontre l'inconnu (Touret) qui devint son fiancé.

### Les princes-sorciers
- Mara : princesse-sorcière de la marche des Voiles d'Écume, pays du peuple palfangeux. Ancienne compagne de Bragon, elle est chargée d'enfermer Ramor à jamais. La fin du premier cycle la révélera sous un jour inattendu.
- Bodias : prince-sorcier de la marche des Milles Verts. Bodias rejoindra la troupe au cours de l'aventure. Il était l'ancien rival sentimental de Bragon.
- Shan-Thung : prince-sorcier de la marche des Terres Éclatées, il fait partie de la race des Gris Grelets, sorte de grands humanoïdes maigrelets, de couleur grise. Shan-Thung possède le pouvoir de commander à la foudre, vénérée par les Gris Grelets, et permet au prince de garder tout pouvoir sur son peuple. La conque du dieu maudit Ramor est entreposée dans son royaume.
- Fjel : prince-sorcier de la marche des Lèvres de Sable, le pays des Jaisirs, Fjel est autant le maître spirituel que le prince de sa marche, un désert immense. Ces vastes plaines de sable sont contrôlées par un prédateur naturel hors du commun, la Mort Rampante, sorte de ver énorme qui se déplace dans le sable. On trouve dans cette marche le temple de l'oubli, un ancien temple Jaisir. La légende raconte que les dieux l'avaient fait construire aux temps anciens pour s'y reposer. Les runes de ce temple furent déchiffrées lors de la quête de l'oiseau du temps.
- Tharmine : prince-sorcier de la Marche Blanche, il est le dirigeant du fier et pacifique peuple Jivrain. Lors de la quête, les Jivrain sont contaminés par une maladie contagieuse rendant cannibales ceux qu'elle affecte. Le peuple Jivrain est donc exterminé et leur prince tué.

## Albums

### Cycle premier:La Quête
- 1 La Conque de Ramor, Dargaud, Histoires fantastiques, janvier 1983
Scénario : Serge Le Tendre - Dessin : Régis Loisel - Couleurs : Yves Lencot
- 2 Le Temple de l'oubli, Dargaud, Histoires fantastiques, janvier 1984
Scénario : Serge Le Tendre - Dessin : Régis Loisel - Couleurs : Régis Loisel, Laurence Quilici
- 3 Le Rige[3], Dargaud, Histoires fantastiques, novembre 1985
Scénario : Serge Le Tendre - Dessin et couleurs : Régis Loisel
- 4 L'Œuf des ténèbres, Dargaud, Histoires fantastiques, août 1987
Scénario : Serge Le Tendre - Dessin et couleurs : Régis Loisel

### Cycle deuxième:Avant la quête
Ce cycle conte les événements survenus environ quarante ans avant le premier cycle.
- 1 L'Ami Javin[4], Dargaud, octobre 1998
Scénario : Serge Le Tendre, Régis Loisel - Dessin : Lidwine - Couleurs : Régis Loisel
- 2 Le Grimoire des dieux, Dargaud, novembre 2007
Scénario : Serge Le Tendre, Régis Loisel - Dessin : Mohamed Aouamri - Couleurs : François Lapierre
- 3 La Voie du Rige, Dargaud, mars 2010
Scénario : Serge Le Tendre, Régis Loisel - Dessin : Vincent Mallié - Couleurs : François Lapierre
- 4 Le Chevalier Bragon, Dargaud, novembre 2013
Scénario : Serge Le Tendre, Régis Loisel - Dessin : Vincent Mallié - Couleurs : François Lapierre et Annie Richard
- 5 L'Emprise, Dargaud, octobre 2017
Scénario : Serge Le Tendre, Régis Loisel - Dessin : David Etien - Couleurs : Bruno Tatti
- 6 Kryll, Dargaud, janvier 2020
Scénario : Serge Le Tendre, Régis Loisel - Dessin : David Etien - Couleurs : Bruno Tatti
- 7 Folle Graine, Dargaud, juin 2022
Scénario : Serge Le Tendre, Régis Loisel - Dessin : David Etien - Couleurs : Bruno Tatti
- 8 L'Omégon, Dargaud, novembre 2024
Scénario : Serge Le Tendre, Régis Loisel - Dessin : Vincent Mallié - Couleurs : Nicolas Bègue

### Cycle troisième:Après la quête
Ce "cycle" composé d'un seul tome sera à nouveau dessiné par Régis Loisel et clôturera toute la série.

### Hors série
- En quête de l'oiseau du temps, Dargaud, janvier 2004
Scénario : Serge Le Tendre - Dessin : Régis Loisel

## Publication

### Éditeurs
- Dargaud : première édition des tomes 1 à 12 et hors série.

## Prix
- 1999 : Alph'Art jeunesse 9-12 ans au festival d'Angoulême pour L'Ami Javin

## Adaptation
La série est adaptée en 1989 en jeu vidéo d'aventure sous le titre La Quête de l'oiseau du temps par Infogrames sur les plates-formes Atari ST et Amiga,,,,,.
En mai 2019, le réalisateur danois Anders Walter annonce son intention d'adapter la bande dessinée en série télévisée, suivant une information publiée dans le magazine Variety,.